# Lista de episódios de A Lista

Logótipo da série A Lista

A seguir apresenta-se a lista de episódios de A Lista, (estilizada como α_listα), uma série de televisão via streaming de origem portuguesa que apresenta o dia-a-dia de um grupo de amigos que não se conheciam entre si até à morte de uma amiga que todos têm em comum que após a sua morte são adicionados a uma estranha lista, e juntos abrem o frasco de origamis para cumprir os sonhos dela, entre os quais há pedidos bizarros e ilegais. A série contém 75 episódios.
Escrita por Raquel Palermo com a colaboração de Beatriz Ryder, Joana Ligeiro Oliveira, Joana Lacerda Matos, Sofia Bairrão e Sónia Pedro, conta com a coordenação de projeto de Carlos Dante, que também faz a realização da série ao lado de Luis Pamplona, além da direção de produção de Alexandre Hachmeister.
A Lista explora conceitos e temas associados aos dramas da adolescência, mas também apresenta questões mais progressistas e outros aspectos de seus clichês. Estruturalmente, a série emprega um enredo que envolve um elemento misterioso, ocorrendo em duas linhas do tempo (antes e depois da morte de Patrícia). A primeira temporada é composta por dez episódios e foi lançada a 24 de setembro de 2021.
A 30 de novembro de 2021, foi revelado que a série teria uma segunda temporada com 10 episódios, estreando a 3 de dezembro do mesmo ano, com os primeiros cinco episódios da temporada a serem lançados semanalmente. Poucos dias antes da estreia do 6º episódio, a 2 de janeiro de 2022, ocorreu um ataque informático aos sites do grupo Impresa que deixou inacessível temporariamente a OPTO, a plataforma de streaming que transmite a série, o que causou o adiamento de três dos cinco restantes episódios da temporada para 22 de janeiro, tendo os dois restantes episódios sido emitidos na data prevista.
A 2 de fevereiro de 2022 foi revelado que a série teria uma terceira temporada com 10 episódios que estreou ainda no mesmo mês, no dia 11.
A 3 de abril de 2022 foi revelado que a série teria uma quarta temporada composta por 10 episódios que estreou ainda no mesmo mês, no dia 22, e ao contrário das temporadas anteriores, os primeiros quatro episódios foram lançados no mesmo dia.
A 1 de junho de 2022 foi revelado que a série teria uma quinta temporada composta por 10 episódios, estreando ainda no mesmo mês, no dia 10.
A 5 de agosto de 2022 foi revelado que a série teria uma sexta temporada composta por 10 episódios, estreando ainda no mesmo mês, no dia 19.
A 13 de outubro de 2022, foi inicialmente revelado que a série teria uma sétima temporada (que seria a última) composta por 15 episódios, com mais 5 episódios que as anteriores temporadas, estreando ainda no mesmo mês, no dia 21. Porém, devido à estreia da segunda temporada de Praxx, foi revelado a 9 de janeiro de 2023 que os últimos 5 episódios foram adiados para 2023 e que seriam transformados numa oitava (e última) temporada, estreando a 17 de fevereiro de 2023. O último episódio foi lançado ainda no mesmo ano, a 17 de março.

## Resumo
| Resumo | Resumo | Episódios | Episódios | Originalmente exibido   | Originalmente exibido  |
| Resumo | Resumo | Episódios | Episódios | Estreia da temporada    | Final da temporada     |
| ------ | ------ | --------- | --------- | ----------------------- | ---------------------- |
|        | 1      | 10        | 10        | 24 de setembro de 2021  | 26 de novembro de 2021 |
|        | 2      | 10        | 10        | 3 de dezembro de 2021   | 4 de fevereiro de 2022 |
|        | 3      | 10        | 10        | 11 de fevereiro de 2022 | 15 de abril de 2022    |
|        | 4      | 10        | 10        | 22 de abril de 2022     | 3 de junho de 2022     |
|        | 5      | 10        | 10        | 10 de junho de 2022     | 12 de agosto de 2022   |
|        | 6      | 10        | 10        | 19 de agosto de 2022    | 21 de outubro de 2022  |
|        | 7      | 10        | 10        | 28 de outubro de 2022   | 30 de dezembro de 2022 |
|        | 8      | 5         | 5         | 17 de fevereiro de 2023 | 17 de março de 2023    |

## Episódios

### 1.ª temporada (2021)
| # | ## | Título                           | Realização por | Escrito por    | Exibição original      |
| --- | -- | -------------------------------- | -------------- | -------------- | ---------------------- |
| 1 | 1  | "O último pedido de Patrícia"    | Carlos Dante   | Raquel Palermo | 24 de setembro de 2021 |
| Patrícia, Alice e Micaela chegam ao Panorâmico, onde decorre uma festa ilegal organizada por Sérgio, ex-namorado de Paty. Na festa também estão Paulo e Bruno. A entrada da polícia precipita a confusão... e Patrícia morre. Dias depois, os amigos de Paty encontram-se no cemitério onde um estafeta lhes entrega o último pedido de Patrícia.                                 |    |                                  |                |                |                        |
| 2 | 2  | "Kill Francisco"                 | Carlos Dante   | Raquel Palermo | 1 de outubro de 2021   |
| Alice, Paulo, Bruno, Micaela e Sérgio estão em choque com o pedido do origami de Patrícia. Quem será o Francisco e porque será que ela o queria matar? |    |                                  |                |                |                        |
| 3 | 3  | "Padel, música e... sexo do bom" | Carlos Dante   | Raquel Palermo | 8 de outubro de 2021   |
| Alice e Jéssica chegam ao encontro de padel da PLCV e Alice descobre que Catarina, que passou a noite com Tiago, é filha de uma das suas chefes. As duas têm uma conversa agressiva enquanto jogam. Simão falha o jogo para ajudar Paulo a safar-se do problema com o estafeta. Por causa de um novo origami, Alice passa a noite com Tiago.                                      |    |                                  |                |                |                        |
| 4 | 4  | "A Dama de Copas"                | Carlos Dante   | Raquel Palermo | 15 de outubro de 2021  |
| Alice e Tiago acordam juntos, cúmplices e divertidos. Na PJ, Joaquim aconselha Carla a fechar o caso do Panorâmico. O grupo continua a investigar os vários Franciscos que Patrícia conhecia. Sérgio encontra-se com a Dama de Copas. |    |                                  |                |                |                        |
| 5 | 5  | "Ataque de pânico"               | Carlos Dante   | Raquel Palermo | 22 de outubro de 2021  |
| Tiago fica magoado com Alice, pois percebe que ela o anda a evitar. O grupo castiga Alice por considerar que ela não cumpriu o último origami, e atribui-lhe novo desafio. Simão e Alice reúnem com o CEO da Papéis de Portugal. Bruno conversa com Paulo sobre o ataque de ansiedade que ele teve na festa. Alice é assediada por Silva Pereira.                                 |    |                                  |                |                |                        |
| 6 | 6  | "Pizza com extras"               | Carlos Dante   | Raquel Palermo | 29 de outubro de 2021  |
| Alice tem um pesadelo e é consolada por Tiago. Guimarães, um amigo pouco recomendável de Paulo, consegue ultrapassar a password do computador de Paty. Na PJ, reanalisam o processo de Patrícia. |    |                                  |                |                |                        |
| 7 | 7  | "Deste match no tinder!"         | Carlos Dante   | Raquel Palermo | 5 de novembro de 2021  |
| Os amigos tentam descobrir quem criou o grupo "a_lista". Ao perceber que o Francisco que não conseguem localizar era um match de Patrícia no tinder, Sérgio e os outros convencem Alice a inscrever-se na aplicação. Tiago repara numa notificação de Alice e fica perplexo. Os dois têm uma conversa difícil.                                                                    |    |                                  |                |                |                        |
| 8 | 8  | "Francisco... ou Francisca?"     | Carlos Dante   | Raquel Palermo | 12 de novembro de 2021 |
| Alice fica em choque com o que Francisco Mendes lhe conta sobre Patrícia. Sérgio aconselha Tiago a não ser parvo com Alice. Bruno conta ao grupo que Patrícia era apaixonada por um professor... e que a mulher dele se chamava Francisca. |    |                                  |                |                |                        |
| 9 | 9  | "Homens a sério"                 | Carlos Dante   | Raquel Palermo | 19 de novembro de 2021 |
| Alice percebe que Jéssica tem uma paixoneta por Simão e avisa-a para ter cuidado, pois ele é um betinho mimado e racista. Alice consegue acompanhar Carolina a um julgamento para conhecer Francisca, que também é advogada. |    |                                  |                |                |                        |
| 10 | 10 | "Origami molhado: Done!"         | Carlos Dante   | Raquel Palermo | 26 de novembro de 2021 |
| A PJ interroga Sérgio sobre a sua relação com Patrícia. Carla está furiosa pela quantidade de informação que desconheciam sobre a vítima, pois o caso nunca foi uma investigação de homicídio. O grupo toma banho na fonte muito cedo de manhã, vigiados por Carla, que recebe uma informação essencial. Paula ouve uma conversa desagradável entre Catarina e Alice e reage mal. |    |                                  |                |                |                        |

### 2.ª temporada (2021-22)
| # | ## | Título                           | Realização por | Escrito por    | Exibição original      |
| --- | -- | -------------------------------- | -------------- | -------------- | ---------------------- |
| 11 | 1  | "És mesmo a minha cena!"         | Carlos Dante   | Raquel Palermo | 3 de dezembro de 2021  |
| Alice tem um pesadelo e acorda sozinha. É um dia importante para a Papéis de Portugal e para Alice, que foi readmitida na PLCV por exigência de Marinhais. Dias antes, a polícia interrogou o grupo sobre o assassinato de Paty. Simão e Catarina envolvem-se no arquivo. |    |                                  |                |                |                        |
| 12 | 2  | "O contrato"                     | Carlos Dante   | Raquel Palermo | 10 de dezembro de 2021 |
| O professor Carlos fica perplexo ao saber que Patrícia pode ter sido assassinada. Micaela conta a Alice que foi abusada por um tio chamado Francisco, quando era miúda, e acredita que é ele o Francisco do origami, pois Paty sabia. Paulo conhece Vasco, um amigo de Bruno, e sente-se atraído por ele. Alice declara-se a Tiago... num estranho número de stand up.                                                                                    |    |                                  |                |                |                        |
| 13 | 3  | "Se contas a alguém... mato-te!" | Carlos Dante   | Raquel Palermo | 17 de dezembro de 2021 |
| Carla visita Alice na PLCV a entrega-lhe um dos origamis falsos feito pelo grupo, lembrando-lhe que ocultação de provas é crime. Micaela conta ao grupo que o tio Francisco a violou, quando tinha 13 anos. Paulo diz que assim que a PJ acalmar a vigilância, reativam o plano “matar”. |    |                                  |                |                |                        |
| 14 | 4  | "Rodízio de origamis"            | Carlos Dante   | Raquel Palermo | 24 de dezembro de 2021 |
| Alice tem um sonho incrível e levanta-se para contar a Patrícia. Tiago impede-a de sair do quarto. Alice cai em si... Carla e Joaquim interrogam o professor Carlos sobre o desaparecimento de Tomé e Vanda. Todos os amigos tiram um origami. |    |                                  |                |                |                        |
| 15 | 5  | "O francês das violetas"         | Carlos Dante   | Raquel Palermo | 31 de dezembro de 2021 |
| No passado, Patrícia, Catarina, Vanda e Tomé participam numa manifestação à porta de uma das unidades fabris da Papéis de Portugal... Tiago não consegue dar conta do recado e Alice ajuda-o, atuando como bad lawyer. Simão sai de taco de golfe, dizendo que “vai à caça”. No dia seguinte, aparece com um olho negro e sem memória do que aconteceu. Micaela tem dificuldade em identificar o francês das violetas.                                    |    |                                  |                |                |                        |
| 16 | 6  | "Caça aos gays"                  | Carlos Dante   | Raquel Palermo | 22 de janeiro de 2022  |
| No dia em que Patrícia morreu, alguém já seguia as amigas desde a rua do prédio... Simão surpreende-se com a descrição que Paulo faz dos eventos da véspera: Simão discursou no bar e saíram para bater em homossexuais e transgénero... e foi Vasco quem deu um murro a Simão. Ao separar fotos e vídeos da festa, Alice encontra o vídeo que gravou: duas pessoas a fazerem sexo nas escadas. Vasco conta a Bruno que Paulo está com a extrema-direita. |    |                                  |                |                |                        |
| 17 | 7  | "O Assassino da Paty"            | Carlos Dante   | Raquel Palermo | 22 de janeiro de 2022  |
| Para se vingar do comportamento homofóbico de Paulo, Bruno publica uma foto deste de mankini, que os amigos tiraram por causa do origami “não ter medo de ser ridícula”. Ao perceber que a foto está online, Paulo tem um ataque de pânico e é socorrido pelo INEM. Alice descobre que é Jéssica quem tem Gertrudes. Jéssica descobre quem matou Patrícia. Paulo surpreende-se ao descobrir que Vasco não é gay.                                          |    |                                  |                |                |                        |
| 18 | 8  | "Um dead name não se menciona"   | Carlos Dante   | Raquel Palermo | 22 de janeiro de 2022  |
| Sérgio é despedido da farmácia. Paulo surpreende-se ao aperceber-se de que Vasco transitou de género. Catarina perde o medo e faz revelações importantes à polícia, sobre o dia do desaparecimento de Vanda e Tomé. Bruno atira à cara de Paulo que ele é um homossexual reprimido. Discutem. |    |                                  |                |                |                        |
| 19 | 9  | "O interrogatório"               | Carlos Dante   | Raquel Palermo | 28 de janeiro de 2022  |
| A PJ detém um suspeito pela morte de Patrícia, Tomé e Vanda. Carla e Joaquim interrogam o suspeito, reconstituindo a noite da morte de Patrícia. Os agentes falam com várias testemunhas, entre as quais Catarina, Alice e Jéssica. |    |                                  |                |                |                        |
| 20 | 10 | "Mataste o gajo!"                | Carlos Dante   | Raquel Palermo | 4 de fevereiro de 2022 |
| Quando Paulo percebe que o assassino de Patrícia saiu em liberdade, sai atrás dele para o matar. |    |                                  |                |                |                        |

### 3.ª temporada (2022)
| # | ## | Título                                 | Realização por | Escrito por    | Exibição original       |
| --- | -- | -------------------------------------- | -------------- | -------------- | ----------------------- |
| 21 | 1  | "E agora... vais assumir o homicídio?" | Carlos Dante   | Raquel Palermo | 11 de fevereiro de 2022 |
| Alice, Micaela e Sérgio estão em choque por Paulo ter agredido uma pessoa até a matar. |    |                                        |                |                |                         |
| 22 | 2  | "Know your rights!"                    | Carlos Dante   | Raquel Palermo | 18 de fevereiro de 2022 |
| No passado, Patrícia e Catarina colam cartazes com as fotografias de Tomé e Vanda, quando são ameaçadas por Mateus. |    |                                        |                |                |                         |
| 23 | 3  | "Verdade e consequências"              | Carlos Dante   | Raquel Palermo | 25 de fevereiro de 2022 |
| Bruno abre o pote dos origamis para roubar um que Patrícia escreveu com ele, mas acaba por ter de abrir vários até o encontrar. Carla e Joaquim apertam com Paulo. Algo inesperado acontece durante o interrogatório...                                        |    |                                        |                |                |                         |
| 24 | 4  | "O que é que não estás a contar?"      | Carlos Dante   | Raquel Palermo | 4 de março de 2022      |
| Sérgio apanha Bruno a mexer nos origamis e percebe que o amigo queimou um deles. Bruno diz-lhe que era uma cena pessoal dele, e mostra-lhe um outro que abriu e que o deixou muito preocupado. A GNR prende Idalécio e faz uma descoberta assustadora na mata. |    |                                        |                |                |                         |
| 25 | 5  | "Lilo e Manel"                         | Carlos Dante   | Raquel Palermo | 11 de março de 2022     |
| No arquivo, Simão procura o processo de Silva Pereira. Carla e Joaquim apertam com Idalécio. |    |                                        |                |                |                         |
| 26 | 6  | "O Origami da Verdade"                 | Carlos Dante   | Raquel Palermo | 18 de março de 2022     |
| Mica, Alice, Bruno e Sérgio tiram um novo origami, que os obriga a dizer a verdade. |    |                                        |                |                |                         |
| 27 | 7  | "Descobertas importantes"              | Carlos Dante   | Raquel Palermo | 25 de março de 2022     |
| A PJ e Carolina fazem descobertas importantes em relação aos casos que têm em mãos. |    |                                        |                |                |                         |
| 28 | 8  | "Águas perigosas"                      | Carlos Dante   | Raquel Palermo | 1 de abril de 2022      |
| A PJ consegue provar o envolvimento de Mateus no homicídio de Vanda e Tomé. Paula confronta Marinhais com os acontecimentos que levaram à morte de Patrícia, Tomé e Vanda.                                                                                     |    |                                        |                |                |                         |
| 29 | 9  | "Dialetos de ternura"                  | Carlos Dante   | Raquel Palermo | 8 de abril de 2022      |
| O porteiro do bar 1143 impede Paulo de entrar. Simão sai do bar embriagado e sozinho e provoca dois jovens negros. Sai um origami que só pode ser feito pelas raparigas...                                                                                     |    |                                        |                |                |                         |
| 30 | 10 | "Segredos chocantes"                   | Carlos Dante   | Raquel Palermo | 15 de abril de 2022     |
| O grupo tira um origami que os deixa assustados. As tarefas da Patrícia são cada vez mais dificeis... |    |                                        |                |                |                         |

### 4.ª temporada (2022)
| # | ## | Título                                    | Realização por | Escrito por    | Exibição original   |
| --- | -- | ----------------------------------------- | -------------- | -------------- | ------------------- |
| 31 | 1  | "Porno português – onde?"                 | Carlos Dante   | Raquel Palermo | 22 de abril de 2022 |
| Tiago revela o conteúdo do cacifo a Alice e debruçam-se sobre as ousadas fotografias de Patrícia com outra mulher. Alice pesquisa esta mulher que lhe dá bons conselhos sobre os perigos da partilha de fotos e vídeos íntimos. |    |                                           |                |                |                     |
| 32 | 2  | "Primeiras páginas"                       | Carlos Dante   | Raquel Palermo | 22 de abril de 2022 |
| Micaela chama Paulo à loja no final do dia porque se quer envolver intimamente com ele... mas as coisas não correm como Mica desejaria. Catarina consola Micaela... e as duas envolvem-se.                                      |    |                                           |                |                |                     |
| 33 | 3  | "As miúdas preferem outro tipo de planos" | Carlos Dante   | Raquel Palermo | 22 de abril de 2022 |
| Alice vê vídeos de Spicy Mimi, atriz que Sérgio reconhece logo. Ele e Catarina estão muito à vontade a falar de pornografia e gozam com Alice por estar a ver os vídeos em público.                                             |    |                                           |                |                |                     |
| 34 | 4  | "Dívida de pornografia"                   | Carlos Dante   | Raquel Palermo | 22 de abril de 2022 |
| A PJ investiga um novo homicídio com semelhanças à agressão de Mateus. Envolvem Monteiro na investigação. Sérgio encontra o vídeo de Patrícia com Spicy Mimi.                                                                   |    |                                           |                |                |                     |
| 35 | 5  | "Leda e o Cisne"                          | Carlos Dante   | Raquel Palermo | 29 de abril de 2022 |
| Uma nova hóspede dá entrada no alojamento. Parece já ter lá estado antes, e procura Patrícia. |    |                                           |                |                |                     |
| 36 | 6  | "Questões de perceção"                    | Carlos Dante   | Raquel Palermo | 6 de maio de 2022   |
| Simão e Jéssica fazem sexo pela primeira vez, mas as coisas não correm bem. Carla apanha Sérgio e Spicy Mimi numa situação ambígua.                                                                                             |    |                                           |                |                |                     |
| 37 | 7  | "Para a próxima vai ser melhor"           | Carlos Dante   | Raquel Palermo | 13 de maio de 2022  |
| Alice conta ao grupo que não pode fazer o origami do pedófilo. Micaela zanga-se e propõe uma solução radical. |    |                                           |                |                |                     |
| 38 | 8  | "Afinal, que festas eram aquelas?"        | Carlos Dante   | Raquel Palermo | 20 de maio de 2022  |
| Jéssica conta a Alice que Micaela lhe pediu para a excluir do grupo de WhatsApp "a_lista", mas que ela recusou. |    |                                           |                |                |                     |
| 39 | 9  | "Catarina de Proust"                      | Carlos Dante   | Raquel Palermo | 27 de maio de 2022  |
| Simão e Paulo pressionam os rapazes do bar, tentando saber mais sobre o assassinato de Pemba. |    |                                           |                |                |                     |
| 40 | 10 | "Terapia"                                 | Carlos Dante   | Raquel Palermo | 3 de junho de 2022  |
| Alice, Jéssica, Micaela, Salomé, Catarina e Carolina reúnem-se com Francisco Moura para contarem as suas histórias de assédio sexual.                                                                                           |    |                                           |                |                |                     |

### 5.ª temporada (2022)
| # | ## | Título                               | Realização por | Escrito por    | Exibição original    |
| --- | -- | ------------------------------------ | -------------- | -------------- | -------------------- |
| 41 | 1  | "Unicórnio psicadélico"              | Carlos Dante   | Raquel Palermo | 10 de junho de 2022  |
| Catarina entra em paranoia com um unicórnio, fecha-se na PLCV e acaba no hospital. Paula encontra cogumelos mágicos no quarto de Catarina. Micaela tenta ajudar, mas acaba prejudicada. Tiago despede Sérgio. Uma visita à Vinylland põe em risco um vinil importante para Tiago. |    |                                      |                |                |                      |
| 42 | 2  | "Origami de salvação"                | Carlos Dante   | Raquel Palermo | 17 de junho de 2022  |
| O alojamento recebe uma nova hóspede. Paulo aparece na PLCV enquanto Simão é interrogado pela polícia judiciária. Catarina regressa do hospital. Bruno e Micaela tentam animá-la com um origami. Jéssica entrega a Bruno um pedido especial que Patrícia lhe deixou.              |    |                                      |                |                |                      |
| 43 | 3  | "Pouca tecnologia e muitas batalhas" | Carlos Dante   | Raquel Palermo | 24 de junho de 2022  |
| A nova hóspede invade um computador. Patrícia testa a capacidade do grupo viver sem tecnologia, mas Catarina tem dificuldade em aceitar o seu primeiro origami. |    |                                      |                |                |                      |
| 44 | 4  | "Fizeste batota, Alice?"             | Carlos Dante   | Raquel Palermo | 1 de julho de 2022   |
| Na Vinylland, Tiago e Inácio disputam o prémio. Alice é acusada de fazer batota e Jéssica é ignorada por Simão. |    |                                      |                |                |                      |
| 45 | 5  | "Egos em conflito"                   | Carlos Dante   | Raquel Palermo | 8 de julho de 2022   |
| Catarina tem mais um surto psicótico, acusa Micaela de ser manipuladora e as duas perdem o controlo. Patrícia traz Alice de volta aos origamis. |    |                                      |                |                |                      |
| 46 | 6  | "Futuro sem medos"                   | Carlos Dante   | Raquel Palermo | 15 de julho de 2022  |
| Micaela e Alice enfrentam os seus medos. Paulo fala com Silva Pereira sobre o futuro e promete ser leal a Simão. Alice e Inácio jantam à luz das velas e Tiago perde a paciência.                                                                                                 |    |                                      |                |                |                      |
| 47 | 7  | "Copos de coragem"                   | Carlos Dante   | Raquel Palermo | 22 de julho de 2022  |
| Micaela recebe uma mensagem que a deixa perturbada. Catarina descobre quem a anda a perseguir. Alice vê a agenda de Silva Pereira e confronta Paula. |    |                                      |                |                |                      |
| 48 | 8  | "Curas estratégicas"                 | Carlos Dante   | Raquel Palermo | 29 de julho de 2022  |
| Dividida entre a ética profissional e os seus princípios, Alice arranja uma solução estratégica. Sérgio descobre os seus medos e enfrenta um deles. Alice descobre que Tiago e Catarina dormiram juntos.                                                                          |    |                                      |                |                |                      |
| 49 | 9  | "Amor sem proteção"                  | Carlos Dante   | Raquel Palermo | 5 de agosto de 2022  |
| Tiago ajuda Catarina, às escondidas de Alice. Bruno descobre que Paulo fez sexo sem proteção. A agenda de Silva Pereira cai em mãos erradas. |    |                                      |                |                |                      |
| 50 | 10 | "Divino interesse público"           | Carlos Dante   | Raquel Palermo | 12 de agosto de 2022 |
| Jéssica sofre assédio sexual no trabalho e quer apresentar queixa, mas Simão discorda. O grupo de direita volta a reunir-se. |    |                                      |                |                |                      |

### 6.ª temporada (2022)
| # | ## | Título                                | Realização por | Escrito por    | Exibição original      |
| --- | -- | ------------------------------------- | -------------- | -------------- | ---------------------- |
| 51 | 1  | "Isto pode não ser o que parece"      | Carlos Dante   | Raquel Palermo | 19 de agosto de 2022   |
| Numa das saídas de Lisboa, Alice pede boleia para a Alemanha. Joaquim e Carla investigam a morte de Silva Pereira na PLCV.                                                                                           |    |                                       |                |                |                        |
| 52 | 2  | "Ninguém pode saber!"                 | Carlos Dante   | Raquel Palermo | 26 de agosto de 2022   |
| Paula diz à filha que ninguém pode saber que Silva Pereira se meteu com ela. Simão pergunta a Paulo se foi ele quem matou o político.                                                                                |    |                                       |                |                |                        |
| 53 | 3  | "O origami chinês"                    | Carlos Dante   | Raquel Palermo | 2 de setembro de 2022  |
| O grupo tira um novo e surpreendente origami. Os cinco amigos ficam em choque quando percebem que Tiago se instalou no quarto de Patrícia.                                                                           |    |                                       |                |                |                        |
| 54 | 4  | "Era uma gaja ou um gajo?"            | Carlos Dante   | Raquel Palermo | 9 de setembro de 2022  |
| Sérgio está a vender droga quando chega o agente Tavares. Paulo confronta Simão com o facto de ele ter um bom motivo para matar Silva Pereira. A PJ interroga Paula, pois foi a última pessoa a ver o político vivo. |    |                                       |                |                |                        |
| 55 | 5  | "Cuidado, Simão..."                   | Carlos Dante   | Raquel Palermo | 16 de setembro de 2022 |
| Simão acorda ressacado na campa de Margarida. É apenas o início de um dia muito mau... |    |                                       |                |                |                        |
| 56 | 6  | "Não foi na cama, foi num miradouro!" | Carlos Dante   | Raquel Palermo | 23 de setembro de 2022 |
| Rúben, Bruno, Paulo e Jaime cruzam-se na Vinnyland e a verdade acaba por se saber: foi com Paulo que Jaime traiu Ruben.                                                                                              |    |                                       |                |                |                        |
| 57 | 7  | "A tentar perder o medo"              | Carlos Dante   | Raquel Palermo | 30 de setembro de 2022 |
| Para aliviar o stress, Alice e Tiago vão para a cama. Paulo beija Bruno. A Dama de Copas marca um encontro com Sérgio.                                                                                               |    |                                       |                |                |                        |
| 58 | 8  | "Dead end"                            | Carlos Dante   | Raquel Palermo | 7 de outubro de 2022   |
| Apesar de ainda não saberem jogar bem mahjong, o grupo tira um novo origami, mas o que sai é, para todos, impossível de fazer: ter um filho.                                                                         |    |                                       |                |                |                        |
| 59 | 9  | "O meu mood não te diz respeito!"     | Carlos Dante   | Raquel Palermo | 14 de outubro de 2022  |
| Francisca obriga Alice a trabalhar dias e dias, sem descanso. No meio do stress, Alice falhou a pílula. Vasco reconhece Simão como o líder da extrema-direita...                                                     |    |                                       |                |                |                        |
| 60 | 10 | "Ter ou não ter um filho?"            | Carlos Dante   | Raquel Palermo | 21 de outubro de 2022  |
| Alice conta a Tiago que pode estar grávida e surpreende-se com a reação dele. Joaquim analisa o frame da câmara de videovigilância e faz uma descoberta. Simão tem um encontro inesperado...                         |    |                                       |                |                |                        |

### 7.ª temporada (2022)
| # | ## | Título                        | Realização por | Escrito por    | Exibição original      |
| --- | -- | ----------------------------- | -------------- | -------------- | ---------------------- |
| 61 | 1  | "Super-heroigami"             | Carlos Dante   | Raquel Palermo | 28 de outubro de 2022  |
| Alberto quer dar um novo começo ao país e pressiona Simão para que ele assuma o papel de líder de um novo partido. O grupo tira um novo origami e passam um dia vestidos de super-heróis.                              |    |                               |                |                |                        |
| 62 | 2  | "Sem mistérios"               | Carlos Dante   | Raquel Palermo | 4 de novembro de 2022  |
| Cumprindo um origami, Bruno segue as pistas de um mistério que o tem perturbado, e confronta Paulo e Monteiro num dos seus encontros.                                                                                  |    |                               |                |                |                        |
| 63 | 3  | "O regresso de Mica"          | Carlos Dante   | Raquel Palermo | 11 de novembro de 2022 |
| Micaela regressa a Lisboa e contacta Guimarães para resolver o seu problema eletrónico. Mas Guimarães traz mais do que soluções...                                                                                     |    |                               |                |                |                        |
| 64 | 4  | "A lista de Francisca"        | Carlos Dante   | Raquel Palermo | 18 de novembro de 2022 |
| Alice mostra a sua garra e determinação a Francisca, mas esta dá-lhe uma lista de coisas para fazer, que não é o que Alice esperava. Catarina organiza a festa para Micaela no alojamento, o que deixa Sérgio nervoso. |    |                               |                |                |                        |
| 65 | 5  | "Quem é aquela gente, malta?" | Carlos Dante   | Raquel Palermo | 25 de novembro de 2022 |
| Sérgio e Andreia vendem droga. Isa infiltra-se na festa e arranja complicações a Catarina. |    |                               |                |                |                        |
| 66 | 6  | "Pesadelos reais"             | Carlos Dante   | Raquel Palermo | 2 de dezembro de 2022  |
| Alice vê Maria beijar Tiago e fica cheia de ciúmes. A PJ faz uma rusga na festa e leva várias pessoas detidas... entre as quais Catarina.                                                                              |    |                               |                |                |                        |
| 67 | 7  | "Fazer o luto"                | Carlos Dante   | Raquel Palermo | 9 de dezembro de 2022  |
| Todos relembram o dia em que cada um conheceu a Patrícia. Apesar de tristes, Bruno diz aos amigos que chegou a hora de aceitar a morte de Patrícia e fazer o luto.                                                     |    |                               |                |                |                        |
| 68 | 8  | "Ajuste de contas"            | Carlos Dante   | Raquel Palermo | 16 de dezembro de 2022 |
| Ivana e Vilchez entram no prédio armados, a pedir o dinheiro da droga. Alice tenta negociar com os traficantes e faz um acordo... impossível de cumprir.                                                               |    |                               |                |                |                        |
| 69 | 9  | "Duras verdades"              | Carlos Dante   | Raquel Palermo | 23 de dezembro de 2022 |
| A PJ prepara uma operação para deter os traficantes e prende Ivana, Vilchez... e Sérgio. Flor, uma amiga de Carolina, dá-lhe uma notícia chocante.                                                                     |    |                               |                |                |                        |
| 70 | 10 | "Go ask Catarina..."          | Carlos Dante   | Raquel Palermo | 30 de dezembro de 2022 |
| Patrícia aparece-lhe em alucinações, aconselhando-a a matar pessoas que lhe são próximas... o que leva Catarina a atacar alguém.                                                                                       |    |                               |                |                |                        |

### 8.ª temporada (2023)
| # | ## | Título                     | Realização por | Escrito por    | Exibição original       |
| --- | -- | -------------------------- | -------------- | -------------- | ----------------------- |
| 71 | 1  | "Prima-madrinha"           | Carlos Dante   | Raquel Palermo | 17 de fevereiro de 2023 |
| O grupo de amigos de Patrícia, Jéssica e Jiang simulam o julgamento de Sérgio, quando chega Filipa, prima e madrinha de Sérgio, que fica mal impressionada com o que vê. |    |                            |                |                |                         |
| 72 | 2  | "Um origami para... Simão" | Carlos Dante   | Raquel Palermo | 24 de fevereiro de 2023 |
| Alice, Jéssica e Simão brindam à prova final do estágio, mas Simão não tem motivos para festejar.                                                                        |    |                            |                |                |                         |
| 73 | 3  | "Furacão Mica"             | Carlos Dante   | Raquel Palermo | 3 de março de 2023      |
| Com a ajuda da polícia espanhola, Carla e Joaquim identificam o assassino de Silva Pereira. Marinhais entra na Vinylland, o que enfurece Micaela.                        |    |                            |                |                |                         |
| 74 | 4  | "Origami permanente"       | Carlos Dante   | Raquel Palermo | 10 de março de 2023     |
| Alice diz a Tiago que nunca mais quer estar sem ele, mas ele dificulta-lhe a vida. Catarina organiza uma homenagem a Patrícia, pelo seu aniversário.                     |    |                            |                |                |                         |
| 75 | 5  | "O jogo dos Origamis"      | Carlos Dante   | Raquel Palermo | 17 de março de 2023     |
| Os amigos da Patrícia reúnem-se num memorial de despedida e abrem o último origami.                                                                                      |    |                            |                |                |                         |